# Metropolia Ribeirão Preto
Metropolia Ribeirão Preto – metropolia Kościoła rzymskokatolickiego w Brazylii. Składa się z metropolitalnej archidiecezji Campinas i trzech diecezji. Została erygowana 19 kwietnia 1958 konstytucją apostolską Sacrorum Antistitum papieża Piusa XII. Od 2013 godność arcybiskupa metropolity sprawuje abp Moacir Silva.
W skład metropolii wchodzą:
- Archidiecezja Ribeirão Preto
  - Diecezja Franca
  - Diecezja Jaboticabal
  - Diecezja São João da Boa Vista

Prowincja kościelna Ribeirão Preto wraz z metropoliami Aparecida, Botucatu, Campinas, São Paulo i Sorocaba tworzą region kościelny Południe 1 (Regional Sul 1), zwany też regionem São Paulo.

## Metropolici
- Luis do Amaral Mousinho (1959 – 1962)
- Agnelo Rossi (1962 – 1964)
- Félix César da Cunha Vasconcellos (1965 – 1972)
- Bernardo José Bueno Miele (1972 – 1981)
- Romeu Alberti (1982 – 1988)
- Arnaldo Ribeiro (1988 – 2006)
- Joviano de Lima Júnior (2006 – 2012)
- Moacir Silva (od 2013)